# 熊出没注意

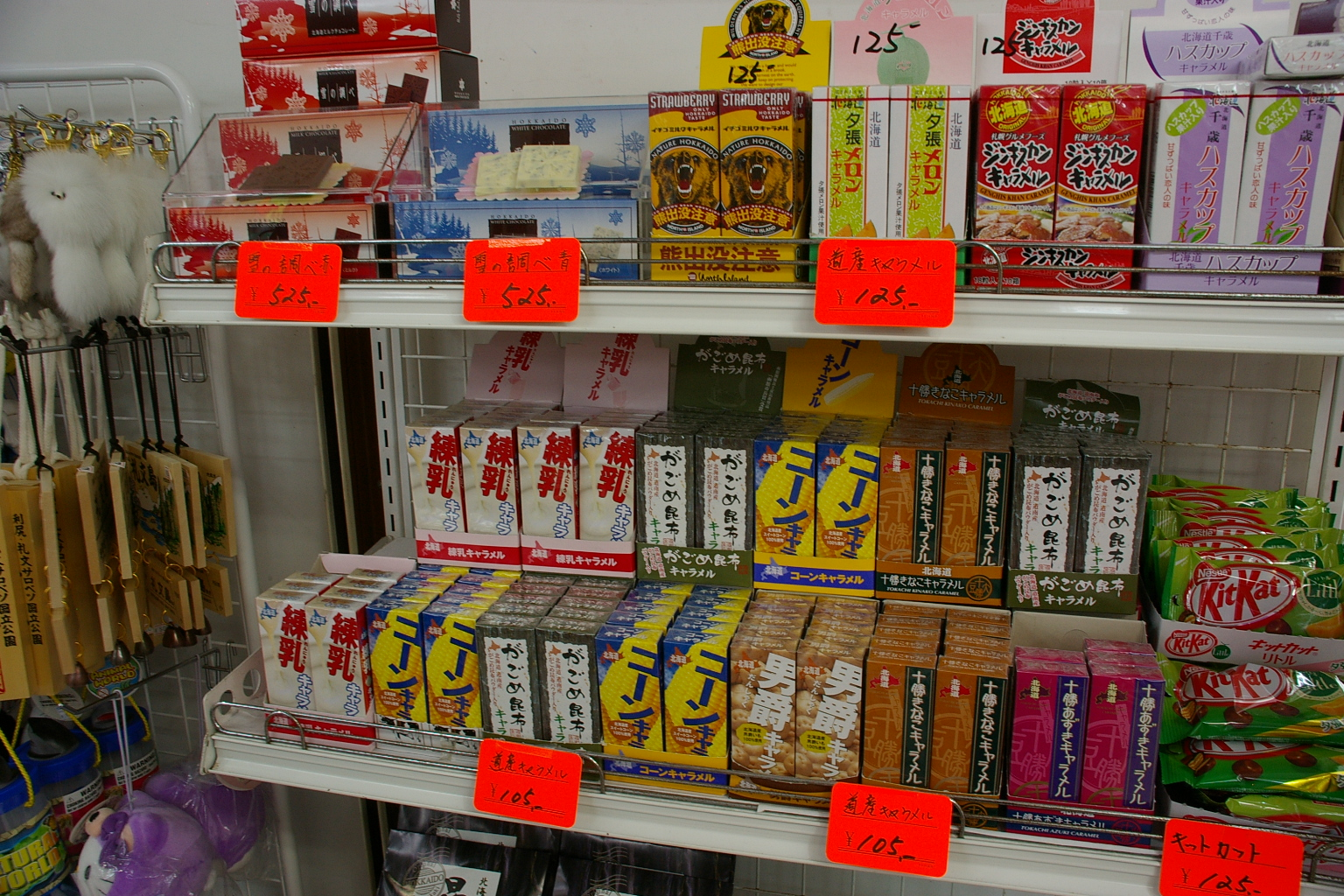
北海道で販売されるキャラメル

熊出没注意（くましゅつぼつちゅうい）とは、北海道の土産物店でよく売られている旅行記念グッズの名称である。

## 概要
"NORTH ISLAND" というブランド名で、北海道土産を制作しているクリエイティブコンパス社（札幌市）が多数のグッズを出している他、主に北海道内の食品会社も、同じデザインを用いたジュースやお菓子を販売している。
黄色地に黒で、咆哮するヒグマのイラストと「熊出没注意」の文字を書いたものが最も著名であるが、熊の足跡をデザインしたものなどもある。また、英語によるメッセージ文が書き添えてあるものもある。
Tシャツ・帽子・靴下・トランクスなどの衣類や、ボールペン・シール・金属プレート・ライター・ナイフなど、300種類以上のアイテムが販売されている。変わったところでは、咆哮する熊の絵の上に「女房が乗っています」と書かれた自動車用のアクセサリもある。また、北海道限定品であるコアップガラナの熊出没注意バージョンというものもある。

## 中国での人気
熊出没注意のステッカーは、中国人観光客の間でも北海道旅行の土産として人気を博している。中国語で「熊」は、凶暴で愚かな馬鹿、あるいは傍若無人で勝手に振る舞う危険な動物の代名詞でもあるほか、区切りを「熊出、没注意」に変えると「凶暴で愚かな人間が（自動車で街に）出てきています。注意散漫な状態です」というメッセージとなる。転じて「下手な運転手が運転しているので危険です。周りの車は注意してください」という警告メッセージであり、若葉マークの無い中華人民共和国では、日本での初心運転者標識のような用いられ方をしている。